# ديريك كينغ (لاعب كرة قدم أسترالية)
ديريك كينغ (بالإنجليزية: Derek King)‏ هو لاعب كرة قدم أسترالية أسترالي، ولد في 7 سبتمبر 1948، وتوفي في 28 أبريل 2014 بسبب سرطان.

## وصلات خارجية
- ديريك كينغ على موقع AustralianFootball.com (الإنجليزية)
- ديريك كينغ على موقع AFLtables.com (الإنجليزية)